# Utne

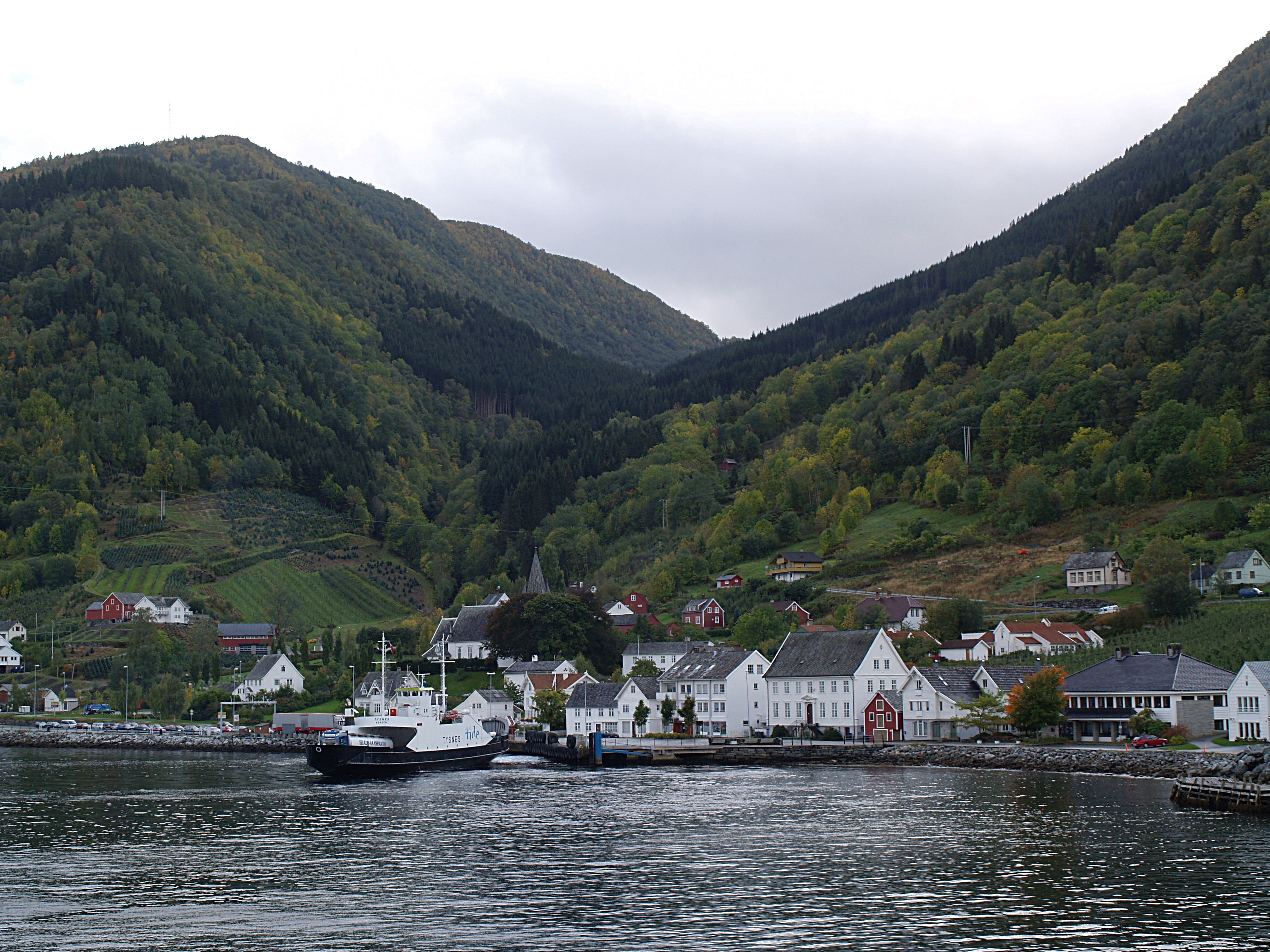
Utne vom Hardangerfjord aus gesehen

Utne ist ein Dorf in der Kommune Ullensvang im norwegischen Fylke Vestland.

## Infrastruktur und Sehenswürdigkeiten
Utne verfügt über eine Filiale einer norwegischen Supermarktkette, eine Kirche mit Friedhof sowie eine Fähranbindung. Durch die Fähre besteht die Möglichkeit der Überfahrt nach Kinsarvik bzw. Kvanndal. Eine berühmte Sehenswürdigkeit ist das Utne-Hotel. Es ist das älteste norwegische Hotel und wurde 1722 eröffnet. Im Dorf befindet sich auch die Brureika, eine fast 1000 Jahre alte Stieleiche, die 1990 und 2007 zum größten Baum Norwegens gekürt wurde.
In Utne befindet sich auch das Hardanger Folkemuseum, das älteste Volksmuseum in Hordaland. Es wurde 1911 gegründet. Ein Teil des Museums ist ein Freilichtmuseum mit bis zu 800 Jahre alten Gebäuden. Zwischen den Gebäuden des Freilichtmuseums finden sich Bäume mit verschiedensten Apfel- und Pflaumensorten.